# 帆鰭茴魚
帆鰭茴魚（學名：Thymallus tugarinae），為輻鰭魚綱鮭形目鮭科的其中一種，為溫帶淡水魚，分布於俄羅斯阿穆爾河下游流域，體長可達25.5公分，棲息在溪流底中層水域，會進行季節性洄游，生活習性不明。

## 擴展閱讀
維基物種上的相關：帆鰭茴魚